# Shang He Dan Jia
He Dan Jia (河亶甲; Hé Dǎn Jiǎ) var en kinesisk kung inom den forna Shangdynastin. He Dan Jia regerade under nio år under mitten av 1300-talet f.Kr. He Dan Jias personnamn var Zheng (整) och han titulerades  i orakelbensskriften med sitt postuma tempelnamn Jian Jia (戔甲) och i Shiji och Bambuannalerna som He Dan Jia (河亶甲).

## Biografi
He Dan Jia tillträdde som regent efter att kung Wai Ren avlidit. Wai Ren var He Dan Jias far eller möjligen hans bror.
När He Dan Jia kom till makten flyttade han rikets huvudstad till Xiang (相). Shangdynastins inflytande minskade under He Dan Jias regeringstid. Under hans tredje år vid makten erövrades Pi (邳) av minister Peng (彭伯). Han attackerade Blå barbarerna (藍夷) under sitt fjärde regeringsår.
Efter att He Dan Jia avlidit under sitt nionde regeringsår efterträddes han av Zu Yi som enligt orakelbensskriften var hans bror och enligt Shiji var hans son.